# Amt Kaltenkirchen-Land
Het Amt Kaltenkirchen-Land is een Amt in de Duitse deelstaat Sleeswijk-Holstein. Het omvat zes gemeenten in de Kreis Segeberg. Het bestuur voor het Amt is gevestigd in de stad Kaltenkirchen, die zelf geen deel uitmaakt van het Amt. 

## Deelnemende gemeenten
1. Alveslohe
2. Hartenholm
3. Hasenmoor
4. Lentföhrden
5. Nützen
6. Schmalfeld